# Torsten Eckbrett
Torsten Eckbrett (ur. 13 kwietnia 1984 w Poczdamie) – niemiecki kajakarz, brązowy medalista olimpijski.

## Kariera sportowa
Brązowy medalista igrzysk olimpijskich w Pekinie w 2008 roku w konkurencji K-4 (razem z Lutzem Altepostem, Norman Bröcklem i Björnem Goldschmidtem) na 1000 m.